# Philipp Franz Eberhard von Dalberg

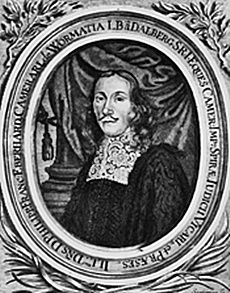
Philipp Franz Eberhard von Dalberg

Philipp Franz Eberhard von Dalberg (* 15. März 1635; † 24. Dezember 1693) war Präsident des Reichskammergerichtes und wurde als Witwer Domherr in Worms.

## Herkunft
Er entstammte der ritterschaftlichen Familie von Dalberg und war ein Sohn von Philipp Balthasar von Dalberg (1597–1639), sowie dessen Frau Magdalena, einer geborenen von Warsberg († 1647). Die Eltern von Philipp Franz Eberhard wurden in der Wormser Martinskirche beigesetzt.

## Familie
Philipp Franz Eberhard heiratete am 19. November 1662 Anna Katharina Franziska von Dalberg (* 4. Dezember 1644; † 30. Juli 1679 in Speyer, bestattet in der Jesuitenkirche in Speyer). Sie war eine Tochter von Johann XXV. von Dalberg und Anna Antonetta von der Leyen, einer Schwester der Mainzer Erzbischöfe Karl Kaspar von der Leyen und Damian Hartard von der Leyen. Philipp Franz Eberhard und seine Frau hatten eine Reihe von Kindern:
1. Damian Eckbert (* 11. Juni 1665; † 28. Dezember 1725) war von 1675 bis 1695 Domherr in Worms, ab 1676 Domherr in Mainz und Würzburg, ab 1677 Domherr in Trier und wurde 1695 Domkustos in Mainz.[7]
2. Johann Karl Franz Anton (getauft am 5. September 1663; † 3. Dezember 1663[8])
3. Johann Franz Eckbert (* um 1666, † bald[9])
4. Johann Eckbert Heribert (* 1. August 1667; † bald[10]).[Anm. 1]
5. Johann Heribert (* 20. August 1668[11][Anm. 2]; † 29. Dezember 1712 in Würzburg[12]) wurde 1683 Domherr in Würzburg.
6. Franz Anton (* 16. Oktober 1669; † 27. Februar 1725[13][Anm. 3] in Königshofen, bestattet in Königshofen[14][Anm. 4]) war zunächst von 1680 bis 1711 Domherr in Speyer, trat dann von diesem Amt zurück, wurde Generalmajor und Kommandant der Festung Königshofen.[15]
7. Hugo Ferdinand (* 1670; † 1671[16])
8. Philipp Wilhelm (* 22. März 1671; † 22. Mai 1721[17][Anm. 5] in Bruchsal) wurde 1695 Domherr in Worms und Mainz, Kanoniker im Stift St. Alban vor Mainz und Chorherr im Ritterstift St. Ferrutius in Bleidenstadt.[18]
9. Friedrich Eckbert (*, † 1672)[19]
10. Franz Eckbert (* 28. Februar 1674; † 14. Juli 1741, bestattet in der Dominikanerkirche in Mainz) war ab 1683 Domherr in Trier, unklar ist, wie lange. 1699 war er Oberamtmann des Bischofs von Speyer in Kirweiler und Deidesheim, kaiserlicher und kurtrierischer Geheimrat. Er heiratete zwei Mal, zunächst vor 1701 Maria Franziska Juliana von Fuchs-Bimbach († 1706). Nach ihrem Tod heiratete er am 12. Juni 1708 in Mainz erneut, nämlich Maria Luisa von Dalberg[20] (getauft am 5. August 1686 in St. Emmeran in Mainz, † 12. September 1760). Sie war eine Tochter von Friedrich Dietrich von Dalberg (* um 1637[21], † 7. Juli 1712), kurmainzischer Rat und Vizedom in Mainz.[22]
11. Damian Casimir (* 11. November 1675 in Speyer; † 18. August 1717 gefallen vor Belgrad, dort auch bestattet) war Komtur des Deutschen Ordens, Kommandeur des Hoch- und Deutschmeister Regiments unter Prinz Eugen von Savoyen. Er fiel 1717 als Generalwachtmeister in der Schlacht von Belgrad.
12. Maria Katharina Ernestina (* 1676[23], † 1703, bestattet in der Dominikanerkirche in Mainz) heiratete am 14. Juni 1700[24] Johann Friedrich Eckbert von Dalberg († 11. Februar 1719, bestattet im Würzburger Dom).[25]
13. Adolf von Dalberg (* 29. Mai 1678 in Speyer; † 3. Oktober 1737 auf Schloss Hammelburg, bestattet im Fuldaer Dom) war von 1726 bis 1737 Fürstabt des Klosters Fulda.[26] Er gründete dort die nach ihm benannten Adolphs-Universität.
14. Wolf Eberhard II. zu Herrnsheim und Abenheim (* 30. Mai 1679; † 12. Dezember 1737, bestattet in Herrnsheim) war kaiserlicher Geheimrat, kaiserlicher und kurpfälzischer Hofrat, kurpfälzischer Kammerpräsident und von 1722 bis 1737 Oberamtmann in Oppenheim, Lauterecken und Veldenz. Er heiratete am 8. Januar 1713 Anna Maria, Tochter von Johann Hermann Greiffenclau zu Vollrads (* 9. November 1695; † 8. Oktober 1768 in Herrnsheim, bestattet in Herrnsheim). Ihre Nachkommen bildeten den Familienzweig der Dalberg zu Herrnsheim.[27]

## Leben und Wirken
Philipp Franz Eberhard von Dalberg studierte Rechtswissenschaften. Bei der Krönung Leopold I., 1658, erhielt er den Ritterschlag. 
Der Versuch des Schwiegervaters von Philipp Franz Eberhard von Dalberg, Johann XXV. von Dalberg, Präsident des Reichskammergerichts zu werden, war zuletzt 1665 gescheitert. Es gab je einen römisch-katholischen und einen evangelischen Präsidenten, die beide den Kammerrichter, den höchsten Richter des Gerichts, vertraten. 1664/65 sollte für jede der beiden Konfessionen je eine weitere Präsidentenstelle geschaffen werden, was sich aber als nicht finanzierbar erwies. Bevor die bestehende Stelle des römisch-katholische Präsidenten frei wurde, verstarb Johann XXV. 1670. Seine Anwartschaft wurde auf seinen Schwiegersohn  übertragen, so dass Philipp Franz Eberhard von Dalberg 1671 Präsident wurde. Er amtierte zunächst in Speyer und behielt dieses Amt bei, als das Gericht 1689 nach Wetzlar verlegt wurde. Er war der erste Reichsritter, der dieses Amt innehatte.
Philipp Franz Eberhard war einer von vier männlichen Agnaten, die die Familie Dalberg am 22. September 1653 aufwies, als sie gemeinsam durch Kaiser  Ferdinand III. den Reichsfreiherrentitel erhielten. Neben Philipp Franz Eberhard waren das
- Wolfgang Hartmann von Dalberg zu Bucholt (* 1605[31] † 1654[32]), kurmainzischer Rat und Oberamtmann in Höchst.
- Wolfgang Eberhard I. (1614–1676), Hofmarschall und Rat des Bischofs von Speyer, Oberamtmann in Kirrweiler und Deidesheim
- Johann XXV. (um 1618–1670), kurmainzischer Rat, Oberamtmann in Nieder-Olm und Gau-Algesheim

Als seine Gattin 1679 starb, trat Philipp Franz Eberhard von Dalberg in den geistlichen Stand ein. Er wurde Domherr, sowie Dompropst in Worms, ein Amt, das mit der Stellung des Kanzlers der Universität Heidelberg verbunden war. In letzterem löste er den Mediziner Georg Franck von Franckenau ab, der weiterhin Prorektor blieb.